# Poe Toaster

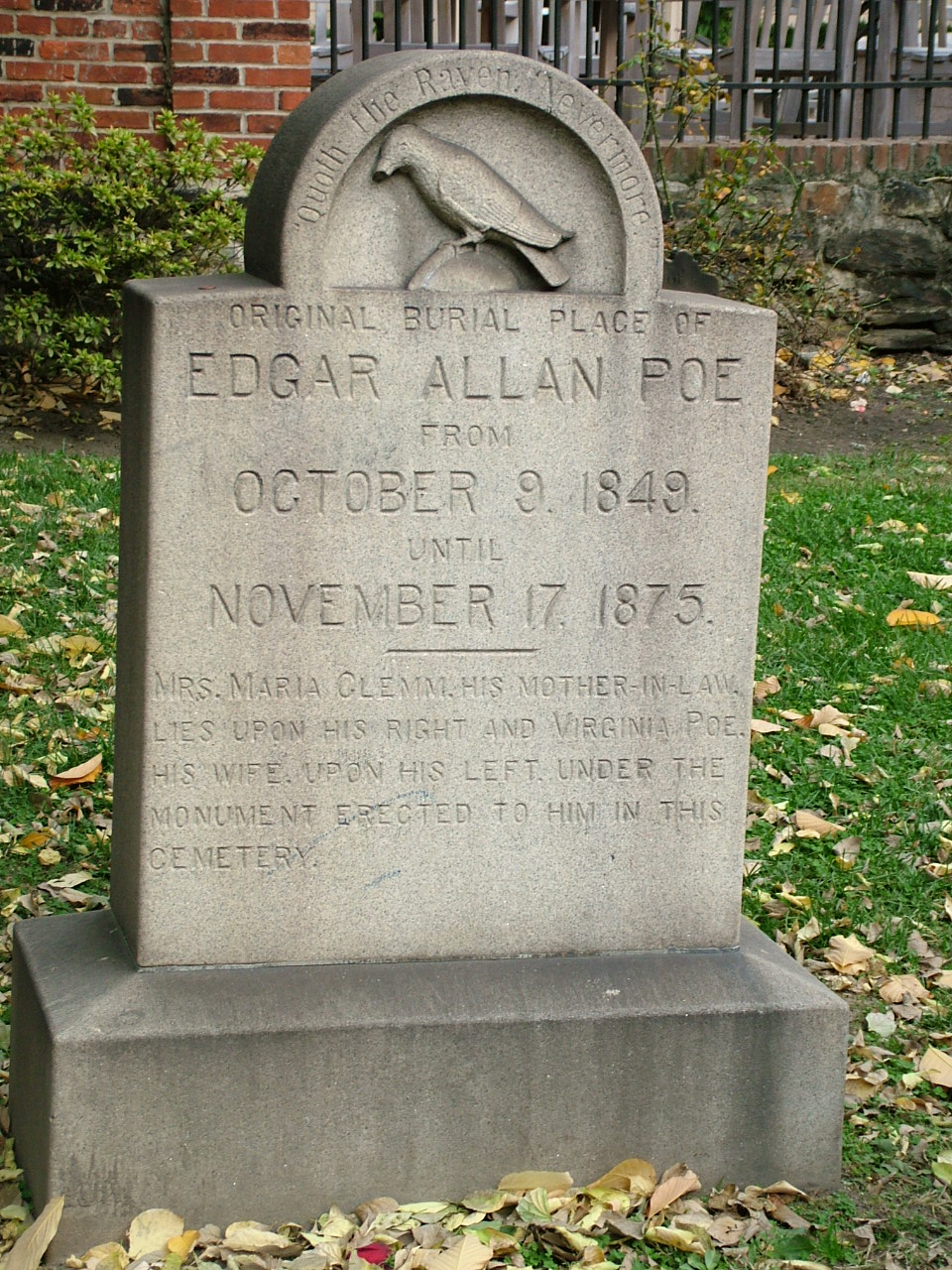
Il "Poe Toaster" ha fatto una visita al cenotafio che segnava il sito della tomba originale di Poe, a Baltimora, ogni 19 gennaio per quasi 80 anni.

Poe Toaster (traducibile come "Colui che brinda a Poe") è il soprannome dato dai media ad un misterioso uomo (probabilmente più di uno, data la fascia temporale in cui apparve) che, per quasi sessant' anni, rese omaggio all'autore americano Edgar Allan Poe, visitandone la tomba originale a Baltimora (in Maryland) ogni anno nelle prime ore del 19 gennaio, anniversario della nascita di Poe. L'enigmatica figura, vestita sempre di nero, con un cappello borsalino scuro ed una sciarpa bianca (o nera), si versava un bicchiere di cognac, brindava alla memoria dello scrittore e svaniva nella notte, lasciando sempre tre rose rosse in una determinata posizione e la bottiglia di cognac mezza vuota. Incuriositi dal fatto, varie persone si riunivano ogni anno nella speranza di poter vedere l'uomo, che sfuggiva ai media e raramente venne fotografato.
Secondo la testimonianza di persone presenti alla cerimonia, il Poe Toaster originale iniziò le sue visite annuali negli anni trenta (sebbene la stampa non ne parlò prima del 1950) e proseguì fino al 1998, data in cui probabilmente morì e la tradizione fu continuata da altri. Dopo il 1998, il "nuovo Toaster" lasciò dei biglietti sulla tomba di Poe e alcuni cercarono di scoprire l'identità dell'uomo nel 2006, senza riuscirvi. Dal 2010 l'uomo smise di presentarsi, ponendo così fine alla tradizione iniziata 75 anni prima.
Nel 2016, la Maryland Historical Society ha selezionato un nuovo "Poe Toaster", per poter riportare in vita la tradizione.

## Storia

### Origini
Poe morì a Baltimora il 7 ottobre del 1849. Secondo le testimonianze, un uomo vestito sempre con abiti scuri iniziò a presentarsi davanti alla tomba intorno al 1930, continuando ininterrottamente fino al 2009. Ogni anno, nelle prime ore del 19 gennaio (compleanno di Poe), un'oscura figura munita di bastone da passeggio, con il volto coperto da una sciarpa, entrava al cimitero di Baltimora (il "Westminster Hall and Burying Ground"). Arrivato nel luogo dell'originaria tomba di Poe, su cui è posta una pietra commemorativa, si versava un bicchiere di cognac "Martell" e brindava allo scrittore. Dopodiché sistemava tre rose rosse sul monumento in una determinata posizione e se ne andava, lasciando ogni volta la bottiglia iniziata di cognac. Le rose rappresentavano, si pensa, Poe, la moglie Virginia e la suocera Maria Clemm, originariamente sepolti lì. Il significato del cognac è invece incerto, non essendo un tratto distintivo delle opere di Poe (come potrebbe essere l'Amontillado). Tuttavia un biglietto lasciato durante la visita del 2004, suggerì che il liquore era un riferimento alla famiglia del brindatore, piuttosto che a quella di Poe. Molte delle bottiglie lasciate sul monumento sono oggi conservate presso l'Edgar Allan Poe House and Museum di Baltimora.
Vari gruppi composti da giornalisti o semplici appassionati si sono succeduti a osservare l'evento, che si ripeteva di anno in anno. Una fotografia raffigurante con ogni probabilità il misterioso uomo, è stata pubblicata da Life Magazine nel 1990.

### I biglietti

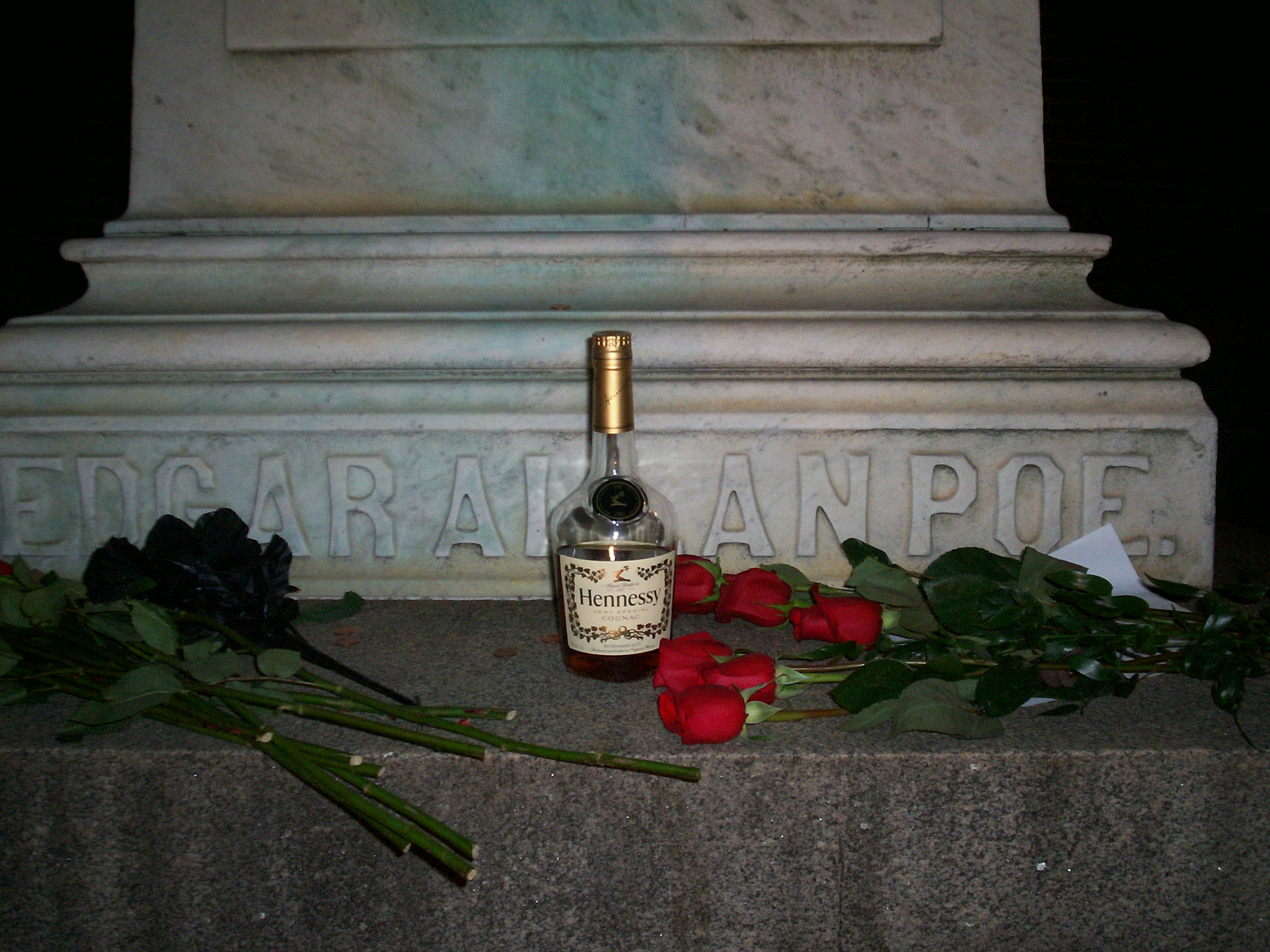
Il Cognac e le rose trovati sull'attuale tomba di Poe (dopo il 1875) nel 2008, probabilmente lasciati da un imitatore

Il Poe Toaster lasciò più volte dei biglietti insieme alle rose e al cognac. Spesso erano semplici bigliettini di devozione, come quello con scritto "Edgar, I haven't forgotten you." (Edgar, non ti ho dimenticato.). Nel 1993, un messaggio criptico recitò la frase "The torch will be passed." (La torcia verrà trasmessa.). È il 1999 quando un nuovo biglietto viene ritrovato, il quale informa che il Poe Toaster originale era morto l'anno precedente, passando la tradizione a due suoi figli. Negli anni a seguire, i testimoni oculari notarono infatti che il Poe Toaster successivo al 1998 sembrava un uomo molto più giovane.
Un biglietto lasciato nella visita del 2001, avvenuta pochi giorni prima del Super Bowl XXXV tra i Baltimore Ravens e i New York Giants, ha suscitato varie polemiche a Baltimora: "The New York Giants. Darkness and decay and the big blue hold dominion over all. The Baltimore Ravens. A thousand injuries they will suffer. Edgar Allan Poe evermore." (I New York Giants. Le tenebre, la rovina e il grande blu distenderanno su tutte le cose il loro dominio. I Baltimore Ravens. Mille ferite subiranno. Edgar Allan Poe per sempre.). Prima d'ora il brindatore non aveva mai commentato sport o altri eventi di attualità, né nessuno poteva spiegare il riferimento negativo alla squadra calcistica di Baltimora, il cui soprannome era ispirato alla poesia di Poe "The Raven" (Il Corvo). La profezia, basata sulle ultime righe de La maschera della morte rossa "And Darkness and Decay and the Red Death held illimitable dominion over all" (E le tenebre, la rovina e la Morte rossa distesero su tutte le cose il loro dominio sconfinato.), si dimostrò imprecisa, poiché Baltimora vinse la partita con il punteggio 34–7.
Il biglietto del 2004 era apparentemente una critica nei confronti dell'opposizione della Francia alla guerra in Iraq: "The sacred memory of Poe and his final resting place is no place for French cognac. With great reluctance but for [sic] respect for family tradition the cognac is placed. The memory of Poe shall live evermore!" (La sacra memoria di Poe e della sua ultima dimora non è certo un buon posto per il cognac francese. È con grande riluttanza, ma tuttavia per [sic] immenso rispetto per la tradizione familiare, che il consueto cognac è presente. Il ricordo di Poe vivrà in eterno!).
Jeff Jerome, ex direttore della Poe House and Museum, ha avanzato l'ipotesi che i biglietti del 2001 e del 2004 facevano trasparire la riluttanza del figlio (o dei figli) a prendere la tradizione sul serio come aveva fatto il padre. Un ultimo biglietto, lasciato tra il 2005 e il 2008, fu talmente ambiguo, affermò Jerome, che decise di mentire e annunciare che non era stato lasciato nulla. Rifiutò categoricamente di pubblicare il contenuto, dicendo che, col senno di poi, era un suggerimento sulla imminente fine della tradizione.

### Il bicentenario di Poe
Nel 2006, un gruppo di curiosi tentò senza successo di trattenere il "Poe Toaster" mentre lasciava il cimitero. A parte quell'incidente, gli spettatori non hanno mai interferito con il suo ingresso, il rituale di tributo o l'uscita dell'uomo, né è stato compiuto alcun atto per identificare l'individuo.
Nel 2007 un uomo di 92 anni di nome Sam Porpora ha affermato di aver iniziato lui questa tradizione. Porpora, un ex storico per la chiesa di Westminster di Baltimora, ha affermato di aver avuto questa trovata negli anni '60 come una sorta di pubblicità, per rinvigorire la chiesa e la sua congrega, mentendo poi a un giornalista sulle visite, che sarebbero iniziate nel 1949. Tuttavia gli articoli pubblicati sulle visite annuali risalgono a ben prima degli anni '60; per esempio, un articolo del 1950 su The (Baltimore) Evening Sun menziona: "un cittadino anonimo entra ogni anno per posizionare una bottiglia semivuota (di marca eccellente) sulla lapide".
La figlia di Porpora ha detto di non aver mai sentito parlare di questa trovata da suo padre, ma che la storia era coerente con la sua "natura maliziosa". Nonostante questo, Jeff Jerome ha sottolineato che i dettagli della storia di Porpora sembravano modificarsi spesso ogni volta che la ripeteva. "Ci sono buchi così grandi nella sua storia che ci si potrebbe guidare in mezzo con un camion Mack" affermò. Anche Jeff Savoye della Edgar Allan Poe Society ha messo in dubbio le affermazioni di Porpora, tuttavia non potendole smentire definitivamente. Porpora in seguito svelò che non era lui a fare le visite annuali, ma che fu un altro (non sapeva chi) a creare la sua tradizione.
Nel 2008 Jerome riferì che quasi in 150 si erano riuniti per osservare l'aspetto del misterioso uomo. Nel 2009, il 200º anniversario della nascita di Poe, la folla era più esigua rispetto agli anni passati - nonostante il traguardo del bicentenario - ma il brindatore non lasciò alcuna annotazione.

### Conclusione della tradizione originaria
Nel 2010 il misterioso "Poe Toaster" non si fece vedere. Jerome, che aveva assistito a ogni visita dal 1976 in poi, non aveva alcuna spiegazione, ma ipotizzò che se l'uomo avesse davvero voluto porre fine alla tradizione, il bicentenario della nascita di Poe del 2009 avrebbe segnato una perfetta conclusione. 
L'anniversario del 2011 vide solo la comparsa di quattro impostori - subito soprannominati "faux Toasters" (Falsi brindatori) - identificati come tali poiché tutti e quattro camminavano deliberatamente sotto gli occhi di tutti (contrariamente alla natura sfuggente del vero brindatore); nessuno diede il segnale segreto che Jerome conosceva, un gesto che il vero "Toaster" faceva ogni anno sulla tomba; inoltre tutti loro disposero le rose in modo diverso dallo schema originale. L'apparizione di questi falsi scatenò polemiche: mentre alcuni preferivano che la tradizione morisse di una "morte dignitosa", altri sollecitavano che fosse portata avanti, se non dalla famiglia originale, da degli imitatori. 
Nel 2012, ancora una volta, nessuno fu identificato come l'"originale". Jerome (che negò le speculazioni sul fatto che fosse lui stesso l'uomo) proclamò la tradizione "finita". "Ho sempre pensato che mi avrebbero lasciato un biglietto dicendo che era conclusa," ammise. "Questo mi infastidisce un po', ma non ne aveva l'obbligo [di farlo]."

### Riproposizione
Nel 2015, la Maryland Historical Society ha organizzato un concorso per selezionare un nuovo "Poe Toaster" e riportare in vita la tradizione annuale, in una forma però modificata e adatta al turismo. Il nuovo Toaster - che rimarrà sempre anonimo - ha fatto la sua prima apparizione durante le ore diurne del 16 gennaio 2016 (un sabato, tre giorni prima del compleanno di Poe), indossando il tradizionale abito scuro e suonando la Danza macabra di Saint-Saëns con il violino. Dopo aver fatto il consueto brindisi con il cognac e posato le rose, ha intonato "Cineri gloria sera venit" ("La gloria pagata alle proprie ceneri arriva troppo tardi", da un epigramma del poeta romano Marziale), e se ne è andato.

## Nella cultura di massa
Il mistero del "Poe Toaster" è stato descritto in un episodio di "Creepy Canada" "insieme alle circostanze che hanno portato alla morte di Poe e alle voci sul suo fantasma, che infesterebbe il Westminster Hall and Burying Ground (cimitero in cui è sepolto).